# All the Luck in the World
All the Luck in the World ist eine dreiköpfige irische Indie-Folk-Band. Sie besteht aus den Musikern Neil Foot, Kelvin Barr und Ben Conolly, die aus den Städten Wicklow und Kildare stammen.

## Geschichte
Ihre erste Single Never wurde im Frühjahr 2012 komponiert und aufgenommen. Der Song erreichte auf der Videoplattform YouTube über 1,7 Millionen Klicks. Das Reiseinformationsportal trivago setzte den Song für einen weltweit ausgestrahlten Fernsehspot ein. Nach einer neuen Abmischung in einem Berliner Studio erschien der Song Ende Juli 2013 als Single. Das Debütalbum All the Luck in the World erschien im Herbst 2013 als Download, im Januar 2014 als CD und Vinyl.

## Diskografie

### Alben
- 2014: All the Luck in the World
- 2018: A Blind Arcade
- 2021: How the Ash Felt

### Singles
- 2013: Never
- 2017: Golden October